# Галицкая, Саволина Паисиевна
Галицкая Саволина Паисиевна (род. 14.07.1935, Самарканд) – музыковед, доктор искусствоведения (1985), профессор (1987), член Союза композиторов Российской Федерации.
Саволина Паисиевна Галицкая является основателем научно-педагогической школы в области исследований традиционных музыкальных культур различных народов и теоретических аспектов монодийной музыки.

## Биография
В 1958 году Саволина Паисиевна Галицкая окончила историко-теоретический факультет Ташкентской государственной консерватории (класс Ю.Г. Кона и Г.А. Балтер). С 1961 по 1990 годы работала на кафедре теории музыки Ташкентской консерватории, где прошла путь преподавателя, доцента (1973), профессора (1987), вела курсы сольфеджио, гармонии, анализа музыкальных произведений, руководила специализацией студентов-музыковедов и научной работой аспирантов.
В 1990 году Саволина Паисиевна Галицкая начала работу в Новосибирской государственной консерватории имени М.И. Глинки. Стала одним из создателей в консерватории кафедры этномузыкознания, сконцентрировавшей проводимые в вузе исследования традиционных культур в целостное научное направление. С 1992 по 2014 годы была заведующей кафедры.

## Научная деятельность
Саволина Паисиевна Галицкая – известный и авторитетный исследователь теоретических проблем традиционной музыки народов Востока, автор более 70 работ, в числе которых исследование в объеме кандидатской диссертации «Ладовая переменность в узбекском песенном фольклоре» (1970), докторская диссертация «Теоретические проблемы монодии» (1985), монография «Теоретические вопросы монодии» (1981). 
Формирование ее научной концепции базировалось на увлечении традиционной музыкальной культурой Востока вообще и узбекской в частности. Высочайший художественный уровень этой культуры (одним из центров которой был Самарканд – ее родной город) сильно контрастировал с творчеством национальных композиторов, которое в 1950-1960-е годы еще находилось на стадии активного освоения европейской жанровой системы. Уже в кандидатской диссертации Саволины Паисиевны Галицкой, в процессе выявления закономерностей ладовой переменности в узбекском песенном фольклоре, обнаружились концептуальные моменты, связанные с типом музыкального мышления, называемого монодией. 
К тому времени для Саволины Паисиевны Галицкой, кандидата искусствоведения, преподавателя специального курса гармонии для музыковедов в Ташкентской государственной консерватории, уже стало вполне очевидным, что одним из ключей к пониманию основ традиционной музыки является теория монодии. Эта теория имеет фактически универсальный характер, так как ее ведущие положения не зависят от этнической, временной и географической принадлежности. Эти моменты отражены в монографии «Теоретические вопросы монодии» (Ташкент, 1981). Защищенная в 1985 году докторская диссертация закрепила обозначенные установки и открыла новое направление в науке, отныне прочно связанное с ее именем и характеризующее универсальные принципы монодийной организации традиционной музыки в звуковысотно-ладовых, ритмических, тембровых, артикуляционных и других параметрах.
Подчеркивая важность создания терминологического аппарата, не связанного с нормами, сложившимися в ходе исследования композиторского многоголосия, ученый избегает терминов «одноголосие» (и в настоящее время в представлении многих адекватного пониманию монодии) и «многоголосие» (которым часто обозначают комплекс звучания инструментов традиционных оркестров). Так, в научный обиход были введены понятия, помогающие осознать принципы звуковысотно-ладовых структур монодии. Это «однолинейность», заключающаяся в том, что все ладофункциональные элементы располагаются только последовательно, будучи ориентированными на одну – единую мелодическую линию, несмотря на наличие «мультифонии»  – разнозвучия. Возникающая при этом вертикаль характеризуется только фоническими, но не ладофункциональными параметрами. Позднее был определен второй важнейший принцип, также связанный с наличием единой мелодической линии – «мономелодийность», характеризующая эстетико-художественные параметры, в то время как «однолинейность» связана со структурной организацией. Понятия же «пласт», «полипластовость» сопряжены с фактурными аспектами монодии.
Переезд в Сибирь расширил сферу научных интересов Саволины Паисиевны Галицкой за счет проблематики, связанной с музыкальной культурой Сибири. Так, с 1990 года, после переезда в Новосибирск, теория монодии была эффективно задействована при исследовании этномузыкальных культур Сибирского региона.
Саволина Паисиевна Галицкая – участник международных, всесоюзных и всероссийских конференций. Она выполняла составительскую, редакторскую деятельность в реализации ряда изданий, в том числе коллективных монографий «Музыкальная культура Сибири», «Музыкальная культура Новосибирска». Она стала создателем Центра японской культуры в Новосибирской консерватории и в 1992–1994 годах была его научным руководителем. Является консультантом Международного научного центра «Хоомей» (респ. Тыва, г. Кызыл). 

## Педагогическая деятельность
Саволиной Паисиевной Галицкой были разработаны авторские курсы «Теория монодии» и «Традиционная музыка народов мира», читавшиеся в Новосибирской консерватории. В них последовательно и разносторонне раскрываются основы монодийного мышления, которое, по мнению педагога, необходимо изучать наряду с мышлением многоголосным – гармоническим и полифоническим. Курсы также способствуют стимулированию интереса студентов к проблемам традиционных культур и дают теоретическую основу для их последующего углубленного изучения в классе по специализации студентов-музыковедов, в исследованиях аспирантов и докторантов. Всего под руководством ученого было защищено более 60 дипломных работ, 18 кандидатских и 7 докторских диссертаций.
Круг научных проблем в работах учеников Саволины Паисиевны Галицкой весьма широк: он охватывает исследования традиционных музыкальных культур различных народов, развитие теоретических аспектов монодийной музыки, а также проблематику становления и эволюции молодых национальных композиторских школ Востока. Все это позволяет говорить о наличии научной школы Саволины Паисиевны Галицкой, которая продолжает развитие в разных регионах Сибири и Средней Азии, в том числе в деятельности докторов искусствоведения А. С. Ларионовой и Г. Г. Алексеевой в Якутии, М. Н. Дрожжиной и М. Ю. Дубровской в Новосибирске и кандидатов искусствоведения О. В. Жуковой, И Нам Сун, С. Г. Тосина в Новосибирске, О. Н. Поляковой в Бурятии, Н. И. Чабовской в Томске, А. Г. Алябьевой во Владивостоке (затем в Краснодаре), О. В. Мазур на Украине, Ф. А. Ульмасова в Таджикистане, Н. М. Ахмедходжаевой, С. С. Агзамходжаевой, С. К. Матякубовой, С. Р. Хисамовой в Узбекистане, Т. С. Павловой в Якутии, Е. М. Шмидт в Израиле, Е. С. Мейке в Финляндии и др. С 1994 по 2006 годы под руководством Саволины Паисиевны Галицкой работал диссертационный совет Новосибирской консерватории. Она многократно выступала в качестве оппонента и автора внешних отзывов на защите кандидатских и докторских диссертаций.

## Публикации
Монографии:
- Теоретические вопросы монодии. – Ташкент, 1981.
- Монодия: проблемы теории. – М., 2013. (Совместно с А.Ю. Плаховой)

Статьи:
- Актуальные проблемы изучения монодии // Музыкальное искусство сегодня. Новые взгляды и наблюдения. – М., 2004.
- Актуальные проблемы изучения фактуры монодии // Музыкальное искусство сегодня. Новые взгляды и наблюдения. – М., 2004.
- Еще раз о макамате как явлении мусульманской музыкальной культуры // Сибирский музыкальный альманах. – Новосибирск, 2001.
- К вопросу о теории ладовой переменности // Теоретические проблемы узбекской музыки. – Ташкент, 1968.
- К вопросу об анализе варьирования в узбекской монодии // Юбилейная научно-теоретическая конф., посвященная 50-летию образования СССР. Тезисы докладов. – Ташкент, 1972.
- К проблеме анализа восточной монодии // Борбад и художественные традиции народов Центральной и Передней Азии: история и современность. – Душанбе, 1990.
- К проблеме центра и периферии в традиционной музыкальной культуре // Периферия в культуре. – Новосибирск, 1994.
- Ладовая переменность в узбекском песенном фольклоре. Канд. дис. – Ташкент, 1969.
- Макама: подходы к изучению // Материалы I международного симпозиума «Музыка тюркских народов». – Алма-Ата, 1994.
- Монодийная фактура как актуальная теоретическая проблема // Музыкальная культура как национальное и мировое явление. Материалы междунар. науч. конф. – Новосибирск, 2002.
- Музыкально-стилистические черты среднеазиатской монодии // История музыки Средней Азии и Казахстана. – М., 1995.
- Некоторые аспекты теоретического изучения монодии // Взаимообонащение музыкальных культур народов Средней Азии и Казахстана. – Ташкент, 1977.
- Некоторые методологические аспекты изучения монодии // Вопросы эстетики, истории и теории восточной монодии. – Ташкент, 1988.
- О единстве структурно-композиционных принципов в восточной традиционной музыке и литературе // Народная культура Сибири и Дальнего Востока. – Новосибирск, 1997.
- О некоторых особенностях ладообразования и интонационного строения узбекской народной песни // Вопросы музыкознания. – Ташкент, 1967. Вып. 1.
- О понятии «монодия» (к построению теории монодии) // Актуальные проблемы изучения музыкальных культур Азии и Африки. – Ташкент, 1983.
- О реконструкции в традиционной музыкальной культуре в связи с феноменом «канон-импровизация» // Новые направления в научной и исполнительской реконструкции древних памятников традиционной танцевальной и песенной культуры народов мира. – Новосибирск, 2003.
- О роли переменности в формообразовании узбекской монодии // Проблемы музыкальной науки Узбекистана. – Ташкент, 1973.
- О способах варьирования начального мотива в узбекских народных песнях // Теоретические проблемы узбекской музыки. – Ташкент, 1968.
- О теории монодии // Профессиональная музыка устной традиции народов Ближнего, Среднего Востока и современность. – Ташкент, 1981.
- О функции III ступени в ладах узбекской монодии // Вопросы музыкознания. – Ташкент, 1971. Вып. II.
- Принцип нижней точки в его претворении в узбекской монодии // История и современность. Проблемы музыкальной культуры народов Узбекистана, Туркменистана и Таджикистана. – М., 1972.
- Проблема «композитор – фольклор» сегодня // Творчество композиторов Якутии в контексте развития национальных композиторских школ. – Якутск, 2009.
- Профессиональная монодия в свете современной концепции музыкального произведения // Музыкальное произведение: сущность, аспекты анализа. – Киев, 1988.
- Современное макамоведение: проблемы, задачи, перспективы // Теоретические концепции XX века. Итоги и перспективы отечественной музыкальной науки. – Новосибирск, 2000.

## Научное руководство и консультирование
Докторские диссертации:
- Алексеева Г. Г. Народно-песенное творчество в системе традиционной музыкальной культуры долган: Диссертация на соискание ученой степени доктора искусствоведения (17.00.02 – Музыкальное искусство). – Новосибирск, 2005. (Науч. конс. С. П. Галицкая).
- Алябьева А. Г. Традиционная инструментальная музыка Индонезии в контексте мифопоэтических представлений: Диссертация на соискание ученой степени доктора искусствоведения (17.00.02 – Музыкальное искусство). – Новосибирск, 2009. (Науч. конс. С. П. Галицкая).
- Дрожжина М. Н. Молодые национальные композиторские школы Востока как явление музыкального искусства XX века: Диссертация на соискание ученой степени доктора искусствоведения (17.00.02 – Музыкальное искусство). – Новосибирск, 2005. (Науч. конс. С. П. Галицкая).
- Дубровская М. Ю. Формирование японской композиторской школы и творческая деятельность Ямады Косаку: Диссертация на соискание ученой степени доктора искусствоведения (17.00.02 – Музыкальное искусство). – Новосибирск, 2005. (Науч. конс. С. П. Галицкая).
- Ларионова А. С. Проблемы взаимодействия музыки и слова в якутском дьиэрэтии ырыа: Диссертация на соискание ученой степени доктора искусствоведения (17.00.02 – Музыкальное искусство). – Новосибирск, 2005. (Науч. конс. С. П. Галицкая).
- Мельникова Н. И. Фортепианное исполнительское искусство как культурнотворческий феномен: Диссертация на соискание ученой степени доктора искусствоведения (17.00.02 – Музыкальное искусство). – Новосибирск, 2002. (Науч. конс. С. П. Галицкая).
- Шушкова О. М. Раннеклассическая музыка: эстетика, стилевые особенности, музыкальная форма: Диссертация на соискание ученой степени доктора искусствоведения (17.00.02 – Музыкальное искусство). – Новосибирск, 2002. (Науч. конс. С. П. Галицкая).

Кандидатские диссертации:
- Агзамходжаева С. С. Музыковедение в республиках Средней Азии (Проблема лада и ритма в музыкознании Узбекистана, Таджикистана и Туркменистана): Диссертация на соискание ученой степени кандидата искусствоведения (17.00.02 – Музыкальное искусство). – Ташкент, 1993. (Науч. рук. С. П. Галицкая).
- Алябьева А. Г. Проблемы звуковысотности и семантики в традиционной индонезийской музыке (гамелан и тембанг мачапат): Диссертация на соискание ученой степени кандидата искусствоведения (17.00.02 – Музыкальное искусство). – Новосибирск, 1999. (Науч. рук. И. Р. Еолян, С. П. Галицкая, науч. конс. Е. М. Алкон).
- Ахмедходжаева Н. М. Теоретические проблемы концертности и концертирования в музыкальном искусстве: Диссертация на соискание ученой степени кандидата искусствоведения (17.00.02 – Музыкальное искусство). – Ташкент, 1985. (Науч. рук. С. П. Галицкая).
- Дашиева Л. Д. Бурятский круговой танец Ёхор: историко-этнографический, ладовый, ритмический аспекты: Диссертация на соискание ученой степени кандидата искусствоведения (17.00.02 – Музыкальное искусство). – Новосибирск, 2007. (Науч. рук. С. П. Галицкая).
- Дрожжина М. Н. Полифония в инструментальных произведениях композиторов Таджикистана: Диссертация на соискание ученой степени кандидата искусствоведения (17.00.02 – Музыкальное искусство). – Ленинград, 1990. (Науч. рук. С. П. Галицкая).
- Жукова О. В. Камерно-вокальное творчество Дан Икума (в контексте проблемы «композитор – фольклор»): Диссертация на соискание ученой степени кандидата искусствоведения (17.00.02 – Музыкальное искусство). – Новосибирск, 2005. (Науч. рук. С. П. Галицкая, науч. конс. М. Ю. Дубровская).
- И Нам Сун. Ладовая организация корейского песенного фольклора: ангемитоника: Диссертация на соискание ученой степени кандидата искусствоведения (17.00.02 – Музыкальное искусство). – Новосибирск, 2004. (Науч. рук. С. П. Галицкая).
- Мазур О. В. Медвежий праздник казымских хантов как жанрово-стилевая система: Диссертация на соискание ученой степени кандидата искусствоведения (17.00.02 – Музыкальное искусство). – Новосибирск, 1997. (Науч. рук. С. П. Галицкая).
- Матякубова С. Х. Принцип цикличности и циклические формы в восточной монодии (на материале узбекской традиционной музыки): Диссертация на соискание ученой степени кандидата искусствоведения (17.00.02 – Музыкальное искусство). – Ташкент, 1990. (Науч. рук. С. П. Галицкая).
- Мейке Е. С. Исследовательский подход советских композиторов к музыке устной традиции (творчество 1960–1980-х гг.): Диссертация на соискание ученой степени кандидата искусствоведения (17.00.02 – Музыкальное искусство). – Ташкент, 1990. (Науч. рук. С. П. Галицкая).
- Монгуш А. Д-Б. Тувинский песенный фольклор: ладозвукорядный аспект: Диссертация на соискание ученой степени кандидата искусствоведения (17.00.02 – Музыкальное искусство). – Новосибирск, 2009. (Науч. рук. С. П. Галицкая).
- Павлова Т. В. Обрядовый фольклор эвенов Якутии (музыкально-этнографический аспект): Диссертация на соискание ученой степени кандидата искусствоведения (17.00.02 – Музыкальное искусство). – Новосибирск, 1997. (Науч. рук. С. П. Галицкая).
- Полякова О. Н. Хоровое творчество и исполнительство в Бурятии: Диссертация на соискание ученой степени кандидата искусствоведения (17.00.02 – Музыкальное искусство). – Новосибирск, 2002. (Науч. рук. С. П. Галицкая).
- Тосин С. Г. Русская звонница: конструктивные особенности и вопросы исполнительства: Диссертация на соискание ученой степени кандидата искусствоведения (17.00.02 – Музыкальное искусство). – Новосибирск, 2001. (Науч. рук. С. П. Галицкая).
- Ульмасов Ф. А. О пространственной организации таджикской и узбекской монодии в аспекте взаимодействия неизменности и изменчивости: Диссертация на соискание ученой степени кандидата искусствоведения (17.00.02 – Музыкальное искусство). – Ташкент, 1986. (Науч. рук. С. П. Галицкая).
- Хисамова С. Р. Ладовое строение каракалпакской монодии: Диссертация на соискание ученой степени кандидата искусствоведения (17.00.02 – Музыкальное искусство). – Ташкент, 1984. (Науч. рук. С. П. Галицкая).
- Чабовская Н. И. Данмоно: вопросы истории и теории: Диссертация на соискание ученой степени кандидата искусствоведения (17.00.02 – Музыкальное искусство). – Новосибирск, 2003. (Науч. рук. С. П. Галицкая, науч. конс. Такагаки Саката Юкико).
- Шмидт Е. М. О контрасте в монодии (На материале музыки народов Средней Азии): Диссертация на соискание ученой степени кандидата искусствоведения (17.00.02 – Музыкальное искусство). – Ташкент, 1988. (Науч. рук. С. П. Галицкая).